# 7시의 가요산책
주선호의 7시의 가요산책은 TBN 경인교통방송(인천, 경기 FM 100.5MHz, 서해5도 FM 105.5MHz)에서 평일 저녁 7시부터 7시 55분까지 방송되는 인천, 경기 지역의 라디오 7080 트로트 음악, 최신 트로트 음악 프로그램이다.

## 프로그램 소개
- 하루일과를 마치고 귀가하는 청취자들에게 편안하게 들을 수 있는 가요 선곡으로 지친 마음에 위로가 될 수 있는 시간이 되겠습니다^^